# Bangladés en los Juegos Olímpicos de Sídney 2000
Bangladés estuvo representado en los Juegos Olímpicos de Sídney 2000 por un total de 5 deportistas, 2 hombres y 3 mujeres, que compitieron en 3 deportes.
La portadora de la bandera en la ceremonia de apertura fue la tiradora Sabrina Sultana. El equipo olímpico bangladesí no obtuvo ninguna medalla en estos Juegos.